# Trapper John, M.D.
Trapper John, M.D. (deutsch auch: Chefarzt Trapper John) ist eine US-amerikanische Krankenhausserie, die vom 23. September 1979 bis zum 4. September 1986 in den USA auf dem Sender CBS ausgestrahlt wurde. 
Insgesamt wurden 151 Episoden in sieben Staffeln gedreht. Bei dieser Serie handelt es sich um einen Ableger des Kinofilms MASH respektive der gleichnamigen Fernsehserie, da der Protagonist John McIntyre einst im Koreakrieg im MASH 4077 diente. Allerdings wurde die Figur in allen drei Fällen von einem anderen Schauspieler dargestellt.

## Inhalt
Dr. John McIntyre, genannt Trapper, ist der Chefarzt des San Francisco Memorial Hospital. Einst diente er im Koreakrieg in einem Feldlazarett (siehe MASH), aus dieser Zeit stammt auch sein Spitzname. Sein engster Mitarbeiter und bester Freund ist Dr. George Alonzo Gates, genannt Gonzo. Unterstützt von zahlreichen Ärzten und Schwestern, haben sie viele dramatische, aber auch humorvolle Situationen zu meistern.

## Besetzung und Synchronisation
| Schauspieler          | Rollenname                          | Zeitraum       | Synchronsprecher    |
| --------------------- | ----------------------------------- | -------------- | ------------------- |
| Pernell Roberts       | Dr. John „Trapper“ McIntyre         | Folge 1.1–7.19 | Erik Schumann       |
| Gregory Harrison      | Dr. George Alonzo „Gonzo“ Gates     | Folge 1.1–7.10 | Stephan Hoffmann    |
| Brian Stokes Mitchell | Dr. „Jackpot“ Jackson               | Folge 1.1–7.19 | Marcus Off          |
| Charles Siebert       | Dr. Stanley Riverside II            | Folge 1.1–7.19 | Tonio von der Meden |
| Christopher Norris    | Schwester Gloria „Ripples“ Brancusi | Folge 1.1–6.23 | Gundula Liebisch    |
| Mary McCarty          | Schwester Clara „Starch“ Willoughby | Folge 1.1–1.22 | Gisela Hoeter       |
| Madge Sinclair        | Schwester Ernestine „Ernie“ Shoop   | Folge 2.1–7.19 | Ingrid Capelle      |
| Timothy Busfield      | Dr. John „J.T.“ McIntyre            | Folge 6.2–7.19 | Axel Malzacher      |

## Auszeichnungen
Die Serie war insgesamt sechs Mal für den Emmy nominiert.

## Sonstiges
Sat.1 strahlte 1989 als erster deutscher TV-Sender die Serie nahezu komplett aus. Es fehlte nur die 135. Episode. Diese Episode (The Wunderkind) handelt von einem Arzt, der verdächtigt wird, als Nazi am Tod mehrerer hundert Menschen schuldig zu sein.